# ヴィルキエ
ヴィルキエは、かつてフランス北部、ノルマンディー地域圏のセーヌ＝マリティーム県に存在したコミューンである。2016年1月1日に他のコミューンと統合されリヴ＝ザン＝セーヌとなった。

## 地理
コーのセーヌ河畔、ルーアンから37kmほど西に位置する、農業と林業を主にする村である。

## 人口
| 年 | 1962 | 1968 | 1975 | 1982 | 1990 | 1999 | 2006 |
| --- | ---- | ---- | ---- | ---- | ---- | ---- | ---- |
| 人口 | 740  | 773  | 752  | 769  | 822  | 808  | 788  |
| 1962年より複数のコミューンに居住地を持つ住民(例:学生、軍人)を2人として数えるのを中止し1人とのみカウントしている。 |      |      |      |      |      |      |      |

## 観光地
- 16世紀に作られた、聖ピエールの教会
- 20世紀に作られた、聖マルティンの教会

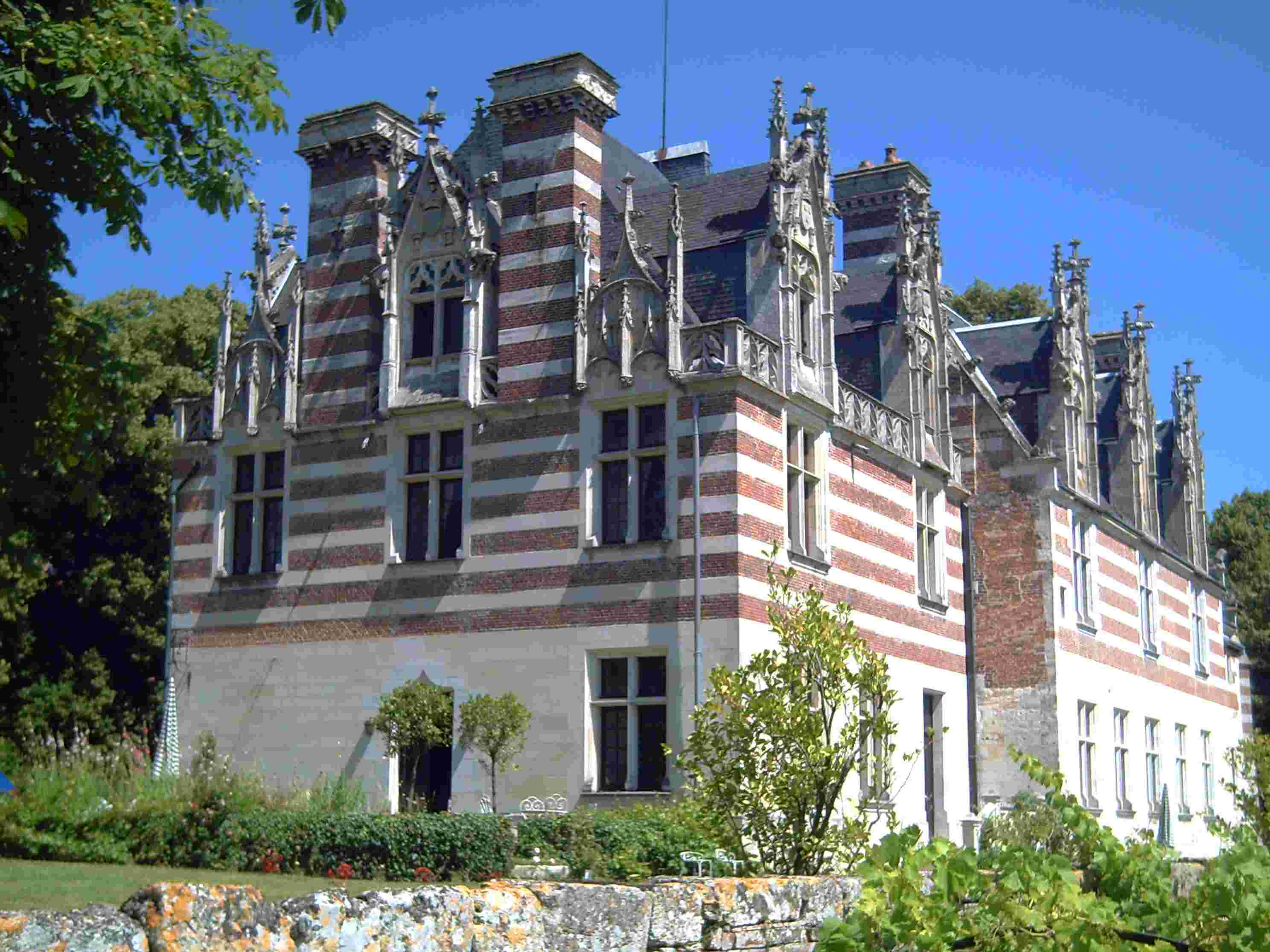
シャトー・エテラン

- 15世紀の城、シャトー・エテラン及び公園と鳩小屋
- ラ・ゲルシュの中世の要塞
- 17世紀のマナー・ハウス
- 18世紀の内陣
- バール・イ・ヴァの礼拝堂
- ヴィクトル・ユーゴー博物館
- 共同墓地にユーゴーの家族の墓がある

## 著名人
- ヴィクトル・ユーゴー - 1802年-1895年。小説家。家族や友人達と、この地で長い年月を過ごした。
- Auguste Vacquerie - 1819年–1895年。詩人、政治家。ヴィルキエで生まれ、ここに埋葬された。